# Hippocampus histrix
Hippocampus histrix е вид морско конче от семейство иглови (Syngnathidae). Видът е уязвим и сериозно застрашен от изчезване.

## Разпространение и местообитание
Разпространен е във Виетнам, Индонезия, Китай, Мавриций, Малайзия, Микронезия, Нова Каледония, Папуа Нова Гвинея, Реюнион, Самоа, САЩ (Хавайски острови), Танзания, Тонга, Филипини, Френска Полинезия, Южна Африка и Япония.
Обитава морета и рифове. Среща се на дълбочина от 42,7 до 78,7 m, при температура на водата от 22,8 до 26,3 °C и соленост 34,2 – 35,3 ‰.

## Описание
На дължина достигат до 17 cm.
Популацията на вида е намаляваща.